# Ralph Elmer Wilson
Ralph Elmer Wilson (* 14. April 1886 in Cincinnati; † 25. März 1960 in Corona del Mar) war ein US-amerikanischer Astronom.

## Leben
Ralph Elmer Wilson kam am 14. April 1886 als erstes Kind des Astronomen und Direktors des  Goodsell Observatory Herbert Couper Wilson und seiner Frau Mary B. Wilson, geborene Nichols, zur Welt. Er studierte Astronomie am Carleton College, wo auch sein Vater lehrte, und ging nach seinem Abschluss 1906 an die University of Virginia, um seine Studien bei Ormond Stone, unter dem auch schon sein Vater gearbeitet hatte, fortzusetzen. 1910 wurde er dort mit einer Dissertation über Sternpositionen im Orionnebel promoviert und ging danach für ein Jahr an das Carleton College zurück, um dort die Aufgaben seines Vaters während dessen Sabbatjahr zu übernehmen.
Anschließend ging er für zwei Jahre, 1911–1913, an das Lick-Observatorium und beteiligte sich unter William Wallace Campbell an einem spektrographischen Projekt zur Bestimmung von Radialgeschwindigkeiten heller Sterne. Die nächsten fünf Jahre verbrachte er, zunächst als Assistent und dann als Astronom, an der Südstation des Lick-Observatoriums in Santiago de Chile, setzte dort die Arbeiten über Radialgeschwindigkeiten fort und erweiterte die Messungen auf planetare Nebel und die Magellanschen Wolken. Für die Große Magellansche Wolke erhielt er aus Messungen an darin enthaltenen planetaren Nebeln eine radiale Fluchtgeschwindigkeit von 276 km/s, was praktisch mit dem heutigen Wert übereinstimmt. Daraus konnte geschlossen werden, dass die Große Magellansche Wolke nicht zur Milchstraße gehört, was damals nicht klar war.
Im Juli 1918 kehrte er in die Vereinigten Staaten zurück, arbeitete während des Ersten Weltkriegs in Washington für die Luftwaffe und ging nach Kriegsende an das Dudley Observatory in Albany (New York), wo er die nächsten zwanzig Jahre verbringen sollte. Dort befasste er sich mit der Bestimmung von Eigenbewegungen, der Rotation der Milchstraße, der Position und Bewegung der Sonne innerhalb der Galaxie und mit der Bestimmung des Nullpunktes in der Perioden-Leuchtkraft-Beziehung für Cepheiden.
Ferner arbeitete er an der Fertigstellung des von Benjamin Boss initiierten, 33.342 Sterne umfassenden sogenannten Boss General Catalogues mit, der 1936 erschien.
1938 ging Wilson an das Mount-Wilson-Observatorium und beschäftigte sich weiterhin mit der Bestimmung von Radialgeschwindigkeiten und Eigenbewegungen. 1951 trat er in den Ruhestand und zog nach Corona del Mar an der kalifornischen Küste. Zwei Jahre später erschien sein berühmter General Catalogue of Stellar Radial Velocities (Allgemeiner Katalog von stellaren Radialgeschwindigkeiten), der Messungen zu 15.107 Sternen umfasst.
Wilson war Mitglied in den Gesellschaften American Astronomical Society, Astronomical Society of the Pacific, Sigma Xi, Phi Beta Kappa, National Academy of Sciences, American Association for the Advancement of Science. Er war mit Mary Adelaide, geborene Macdonald, verheiratet, sie hatten einen Sohn Herbert Ralph. Ralph Elmer Wilson starb am 25. März 1960 nach einem langwierigen Krebsleiden im Alter von 73 Jahren.

## Ehrungen
- 1926 erhielt Wilson die Goldmedaille der Königlich Dänischen Akademie der Wissenschaften.[7]
- Er war 1946 Präsident der Astronomical Society of the Pacific.[8]
- Im Jahre 1970 erweiterte die Internationale Astronomische Union  die Benennung des Mondkraters Wilson, der nach dem schottischen Astronomen Alexander Wilson (1714–1786) benannt war, um den Physiker Charles Thomson Rees Wilson (1869–1959) und Ralph Elmer Wilson.[9][10]